# ダグ・ヴィレーン
ダグ・ヴィレーン（Dag Wirén、1905年10月15日 - 1986年4月19日）は、スウェーデンの作曲家。
1926年から1931年までストックホルム国立アカデミーに学んだ後、1932年から1934年までパリでレオニード・サバネーエフに師事する。1935年にスウェーデン作曲家協会の司書となり、1938年から「スウェーデン日報（sv:Svenska Morgonbladet）」紙上で音楽評論を務めた。1946年よりフリーランスの作曲家として立つ。この頃にはストックホルム王立音楽アカデミーの教壇に立つようになった。「弦楽のためのセレナーデ」が有名だが、ほかに2つのオペレッタや5曲の交響曲、管弦楽のためのディヴェルティメント、弦楽四重奏曲、ピアノ曲、映画音楽を作曲している。

## 作品

### 管弦楽曲
- 演奏会用序曲第1番 Op.2
- 弦楽のためのセレナード Op.11
  - 第4楽章は童謡「不思議なポケット」に似ている
- 交響曲第2番 Op.14
- 演奏会用序曲第2番 Op.16
- 交響曲第3番 Op.20
- ロマンティック組曲 Op.22
- 交響曲第4番 Op.27
- ディヴェルティメント Op.29
- 交響曲第5番 Op.38

### 室内楽曲
- チェロとピアノのためのソナチネ Op.1

## 文献
- Tegen, Martin (red.): Dag Wirén – en vägvisare. Gidlunds 2005.
- Reimers, Lennart: 12 kapitel om Dag Wirén. Bromma Ed. Reimers 1995.
- Bergendal, Göran: 33 svenska komponister. Lindblads 1982.
- Pergament, Moses: Svenska tonsättare. Gebers 1943 (s. 154–159).
- Sohlmans musiklexikon band 5. Sohlmans förlag 1979 (s. 830).